# Il formidabile mondo di Bo
Il formidabile mondo di Bo (Bo on the GO! nella versione originale) è un cartone animato destinato ai bambini in età pre-scolare, creato da Jeff Rosen, prodotto dalla Halifax Film e Decode Entertainment, in associazione con la CBC Television.
Il cartone animato intende far capire ai bambini l'importanza del movimento muscolare, poiché la protagonista invita i telespettatori ad imitare i suoi movimenti per portare a termine le missioni di ogni puntata. Il format è molto simile a quello del cartone animato Dora l'esploratrice, infatti i protagonisti si rivolgono direttamente al pubblico a casa (infrangendo la quarta parete) ed anche lo svolgimento delle puntate è simile.
Realizzata in Canada, è stata distribuita in molti paesi tra cui: Francia, Italia, Turchia, Arabia Saudita. In Italia la serie è stata trasmessa periodicamente dal 2 febbraio 2009 su Rai YoYo e JimJam.
La sigla italiana è curata da StudioCompresso.

## Trama
Bo è una ragazzina energica e ottimista con i capelli blu e l'abbigliamento sportivo che vive in un castello assieme al draghetto verde Dezzy (Dezadore nell'originale).
Ogni episodio inizia con la scoperta di un problema - la scomparsa dei peluche, una puzza insopportabile, gli scarabocchi su tutti i libri ecc. - che costringe Bo e Dezzy ad evocare il Mago (Wizard nell'originale), il quale, guardando nella sua sfera di cristallo, scopre a chi è dovuto il problema e indica a Bo come risolverlo: deve trovare tre porte, dietro alla terza troveranno la soluzione.
Bo e Dezzy a questo punto devono far apparire la Camera delle porte, un lungo corridoio elicoidale, correndo sul posto; giunti alla prima porta devono aprirla con una chiave volante. Una volta entrati nella stanza si trovano davanti un ostacolo da superare, a questo punto appare il Mago che suggerisce a Bo e Dezzy di imitare i movimenti di un animale per superarlo. Giunti alla seconda porta si ripresenta il problema della Chiave volante e, una volta entrati, si presenta un altro ostacolo da superare imitando un nuovo animale.
Superato anche questo Bo e Dezzy ricevono in regalo un oggetto o un animale che "potrà tornargli utile più tardi". Difatti nella terza stanza, utilizzando questo regalo, riescono a convincere il soggetto origine del problema a farlo cessare. La puntata si conclude con Bo e Dezzy che, contenti per il risultato ottenuto, ballano in compagnia del Mago.
La caratteristica del cartone animato è che Bo invita i piccoli telespettatori ad aiutarla in quanto il suo Bracciale della potenza riceve energia dai loro movimenti: quando devono superare l'ostacolo (ma anche per far apparire il Mago o per prendere la chiave volante) Bo invita i bambini ad imitare i suoi movimenti in modo da fornirle l'energia per compiere la missione.

## Episodi

### Prima stagione
| nº | Titolo italiano                     | Titolo inglese                  | Prima TV Canada   | Prima TV Italia |
| -- | ----------------------------------- | ------------------------------- | ----------------- | --------------- |
| 1  | Alla ricerca dell'uccellino azzurro | Bo's Bluebird                   | 3 settembre 2007  | 2 febbraio 2009 |
| 2  | Lo scribacchino dispettoso          | Bo and the Doodlebug            | 4 settembre 2007  |                 |
| 3  | La buca-palla scomparsa             | Bo and the Whirlywart           | 5 settembre 2007  |                 |
| 4  | Il morbibatuffolo                   | Bo and the Fuzzyflump           | 6 settembre 2007  |                 |
| 5  | La minestra puzzolente              | Bo and the Stinky Snork         | 7 settembre 2007  |                 |
| 6  | Un rumore assordante                | Bo and the Snoozter             | 10 settembre 2007 |                 |
| 7  | Il puzzle infinito                  | Bo and the Neat Freak           | 11 settembre 2007 |                 |
| 8  | La palla rimbalzina                 | Bo and the Sproing              | 12 settembre 2007 |                 |
| 9  | I vestiti scomparsi                 | Bo and The Nothing Fits Him     | 13 settembre 2007 |                 |
| 10 | Una stanchezza contagiosa           | Bo and the Lazy Bug             | 14 settembre 2007 |                 |
| 11 | La regina dei draghi                | Bo and the Dragon Queen         | 17 settembre 2007 |                 |
| 12 | Le bibite scomparse                 | Bo and the Drinking Flink       | 18 settembre 2007 |                 |
| 13 | Il ladro di peluche                 | Bo and the Hug-a-Bug            | 19 settembre 2007 |                 |
| 14 | La ballerina sulle punte            | Bo and the Twinkle Toed Twirler | 20 settembre 2007 |                 |
| 15 | Le scarpe da tiptap                 | Bo and the Silly Stomper        | 21 settembre 2007 |                 |
| 16 | Il pirata mangiafrutta              | Bo and the Fruity Patooty       | 24 settembre 2007 |                 |
| 17 | Il ladro di corde                   | Bo and the String Snatcher      | 25 settembre 2007 |                 |
| 18 | Basta scherzi                       | Bo and the Hokum Jokum          | 26 settembre 2007 |                 |
| 19 | Che confusione                      | Bo and the Switcheroo           | 27 settembre 2007 |                 |
| 20 | Il freddoloso                       | Bo and the Coolster             | 28 settembre 2007 |                 |
| 21 | La pulce sudiciona                  | Bo and the Litterbug            | 1 ottobre 2007    |                 |
| 22 | Il costruttore di torri             | Bo and the Super Stacker        | 2 ottobre 2007    |                 |
| 23 | Che vento!                          | Bo and the Blowhard             | 3 ottobre 2007    |                 |
| 24 | Chi ha preso i pastelli a cera?     | Bo and the Scribbler            | 4 ottobre 2007    |                 |
| 25 | La rossa Rossella                   | Bo and the Red Rosy             | 5 ottobre 2007    |                 |
| 26 | Il filo annodatutto                 | Bo and the Knotty Noodler       | 8 ottobre 2007    |                 |

### Seconda stagione
| nº | Titolo italiano                    | Titolo inglese                | Prima TV Canada | Prima TV Italia |
| -- | ---------------------------------- | ----------------------------- | --------------- | --------------- |
| 1  | Bo e la creatura scintillante      | Bo and the Glimmer Critter    |                 |                 |
| 2  | Bo e il grillo cigolante           | Bo and the Creaky Crink       |                 |                 |
| 3  | Bo e la creatura dal naso intasato | Bo and the Stuffy Sniffler    |                 |                 |
| 4  | Bo e il polpo piagnucolante        | Bo and the Gobsobber          |                 |                 |
| 5  | Bo e la testa a cubo               | Bo and the Blockhead          |                 |                 |
| 6  | Bo e il maestro della melodia      | Bo and the Melody Maestro     |                 |                 |
| 7  | Bo e il drin drin                  | Bo and the Ding-A-Ling        |                 |                 |
| 8  | Bo e il luna park                  | Bo and the Fun Fair           |                 |                 |
| 9  | Bo e il ladro di quadri            | Bo and the Picture Snitcher   |                 |                 |
| 10 | Bo e il castoro dispettoso         | Bo and the Eager Beaver       |                 |                 |
| 11 | Bo e lo scarta-regali              | Bo and the Unwrapping Chappy  |                 |                 |
| 12 | Bo e l'arraffa bacche              | Bo and the Berrygrabber       |                 |                 |
| 13 | Bo e il sottosopra                 | Bo and the Wrong Side Uppy    |                 |                 |
| 14 | Bo e la ladra di pois              | Bo and the Polka Dot Snatcher |                 |                 |

### Terza stagione
| nº | Titolo italiano                   | Titolo inglese               | Prima TV Canada  | Prima TV Italia |
| -- | --------------------------------- | ---------------------------- | ---------------- | --------------- |
| 1  | Bo e lo strambo acconciatore      | Bo and the Loony Groomy      |                  |                 |
| 2  | Bo e il signore Etciù             | Bo and Mr. Ha-choo!          |                  |                 |
| 3  | Bo e la piccola comodona          | Bo and the Cozy Critter      |                  |                 |
| 4  | Bo e la piccola copiatrice        | Bo and the Copy Critter      |                  |                 |
| 5  | Bo e la creatura dell'equilibrio  | Bo and the Balance Beasty    |                  |                 |
| 6  | Bo e la creatura appiccicatutto   | Bo and the Ick 'em Stick 'em |                  |                 |
| 7  | Bo e la creatura delle scosse     | Bo and the Shake Maker       |                  |                 |
| 8  | Bo e la sirena ingioiellata       | Bo and the Jeweled Mermaid   |                  |                 |
| 9  | Bo e il distruttore di giocattoli | Bo and the Toy Buster        |                  |                 |
| 10 | Bo e lo smontatutto               | Bo and the Pull Apart-er     |                  |                 |
| 11 | Bo e la fatina accendi-tutto      | Bo and the Power-On Pixie    |                  |                 |
| 12 | Bo e la fatina fluttuante         | Bo and the Float Fairy       |                  |                 |
| 13 | Bo e la creatura super ansiosa    | Bo and the Worrywart         |                  |                 |
| 14 | Bo e la collezionista di costumi  | Bo and the Costume Collector |                  |                 |
| 15 | Bo e la creatura minuscola        | Bo and the Teeny-Tiny        | 18 dicembre 2009 |                 |

## Doppiaggio
| Personaggio | Doppiatore originale | Doppiatore italiano                                         |
| ----------- | -------------------- | ----------------------------------------------------------- |
| Bo          | Catherine O'Connor   | Veronica Puccio (1ª stagione) Giulia Tarquini (2ª stagione) |
| Dezzy       | Andrew Sabiston      | Simone Marzola                                              |
| Mago        | Jim Fowler           | Luigi Ferraro                                               |